# Tristan da Cunha Football Association
Die Tristan da Cunha Football Association ist der Fußballdachverband auf Tristan da Cunha, einem gleichberechtigten Gebiet des Britischen Überseegebietes St. Helena, Ascension und Tristan da Cunha. Der Verband ist weder Mitglied des afrikanischen Fußballverband CAF noch der FIFA. Aus diesem Grund ist die Teilnahme an internationalen Turnieren der beiden Verbände ausgeschlossen.
Der Verband hat eher symbolischen Charakter, da es auf der Insel überhaupt erst seit 2002 mit dem Tristan da Cunha FC einen Fußballverein gibt, der gleichzeitig die Fußballnationalmannschaft bildet.
Der Fußball auf St. Helena und Ascension ist eigenständig organisiert.